# Finnische Küche

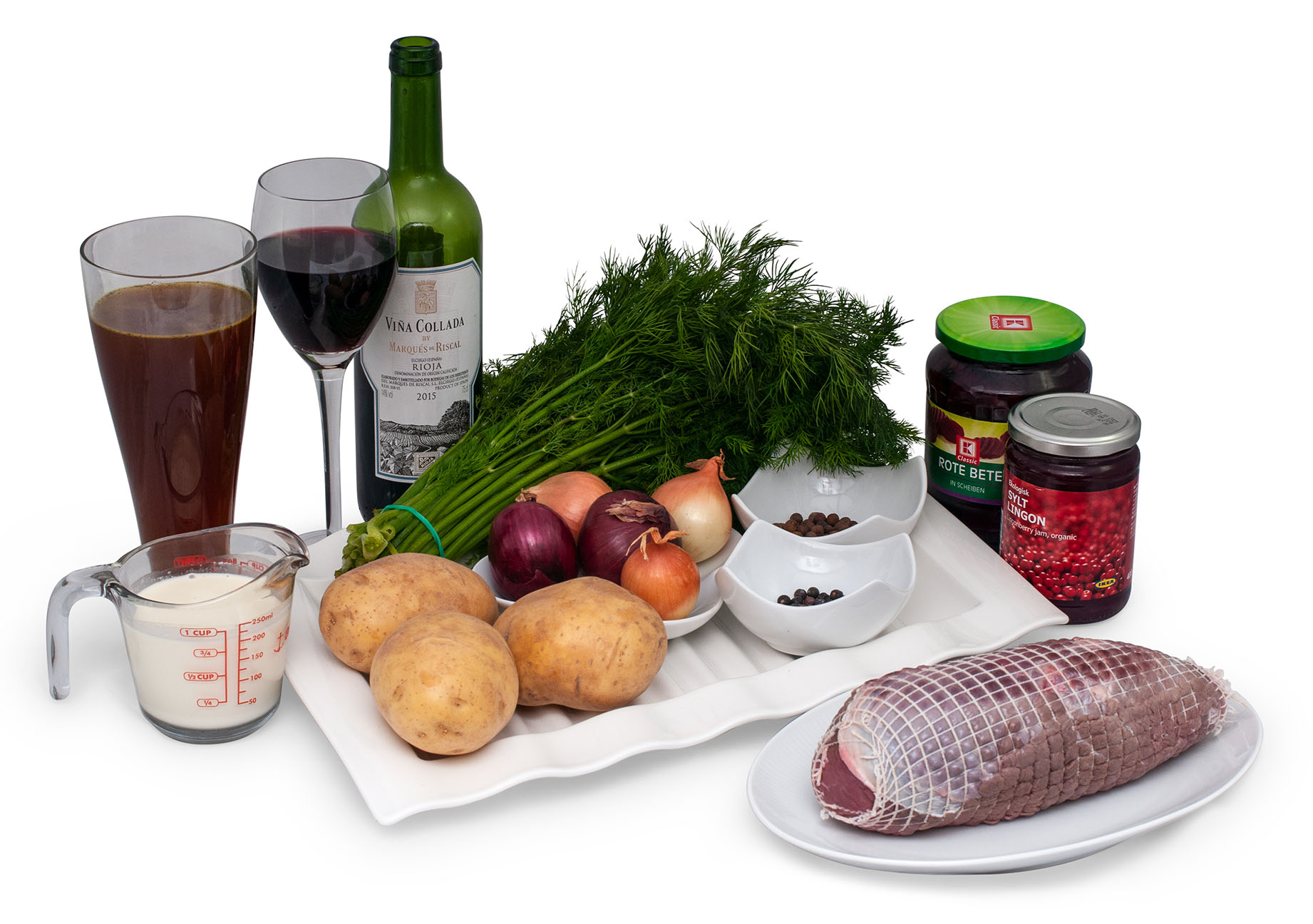
Die Zutaten sind selbst bei Festtagsbraten (hier Elch) eher einfach gehalten

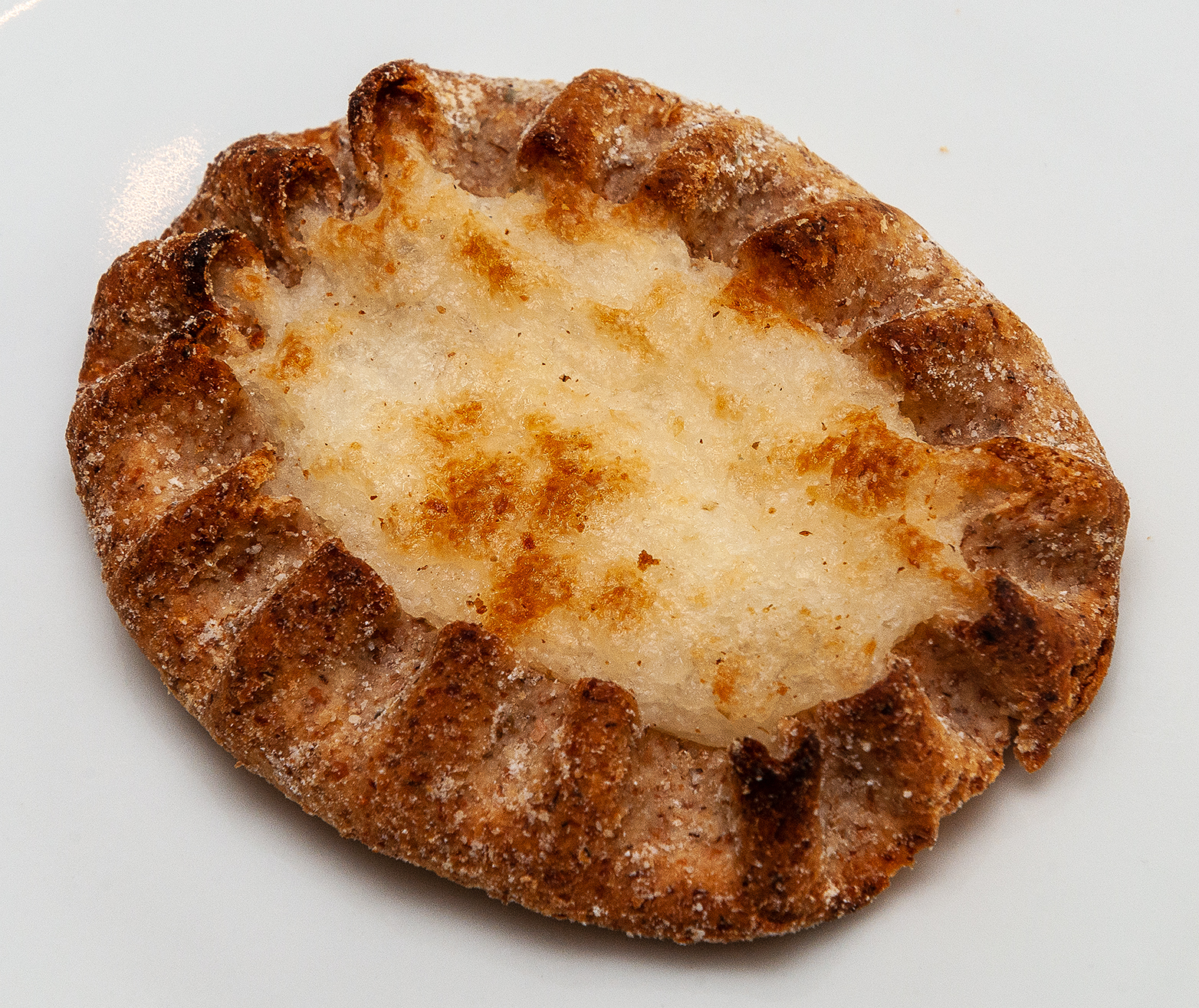
Karelische Pirogge mit Milchreisfüllung

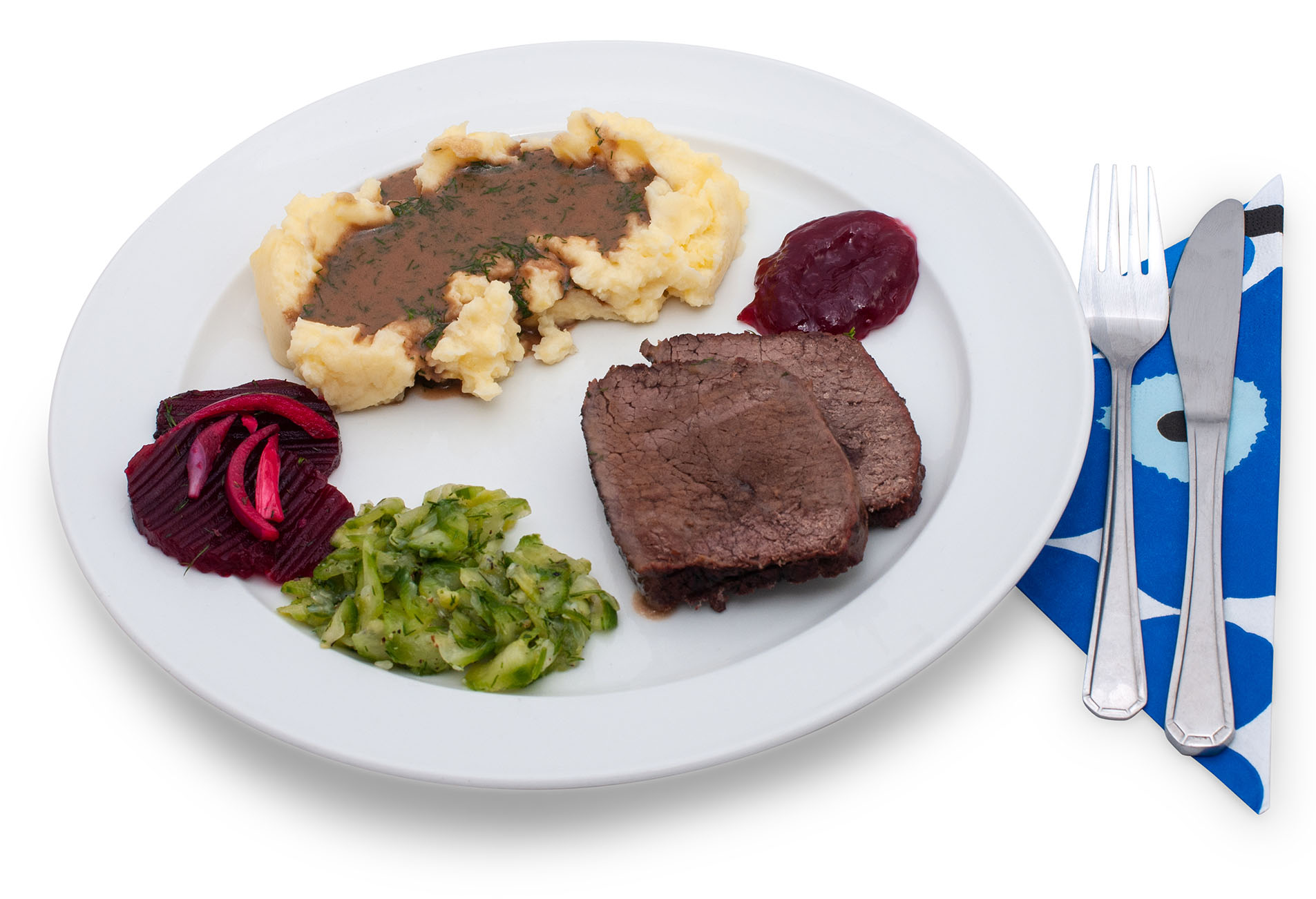
Elchbraten

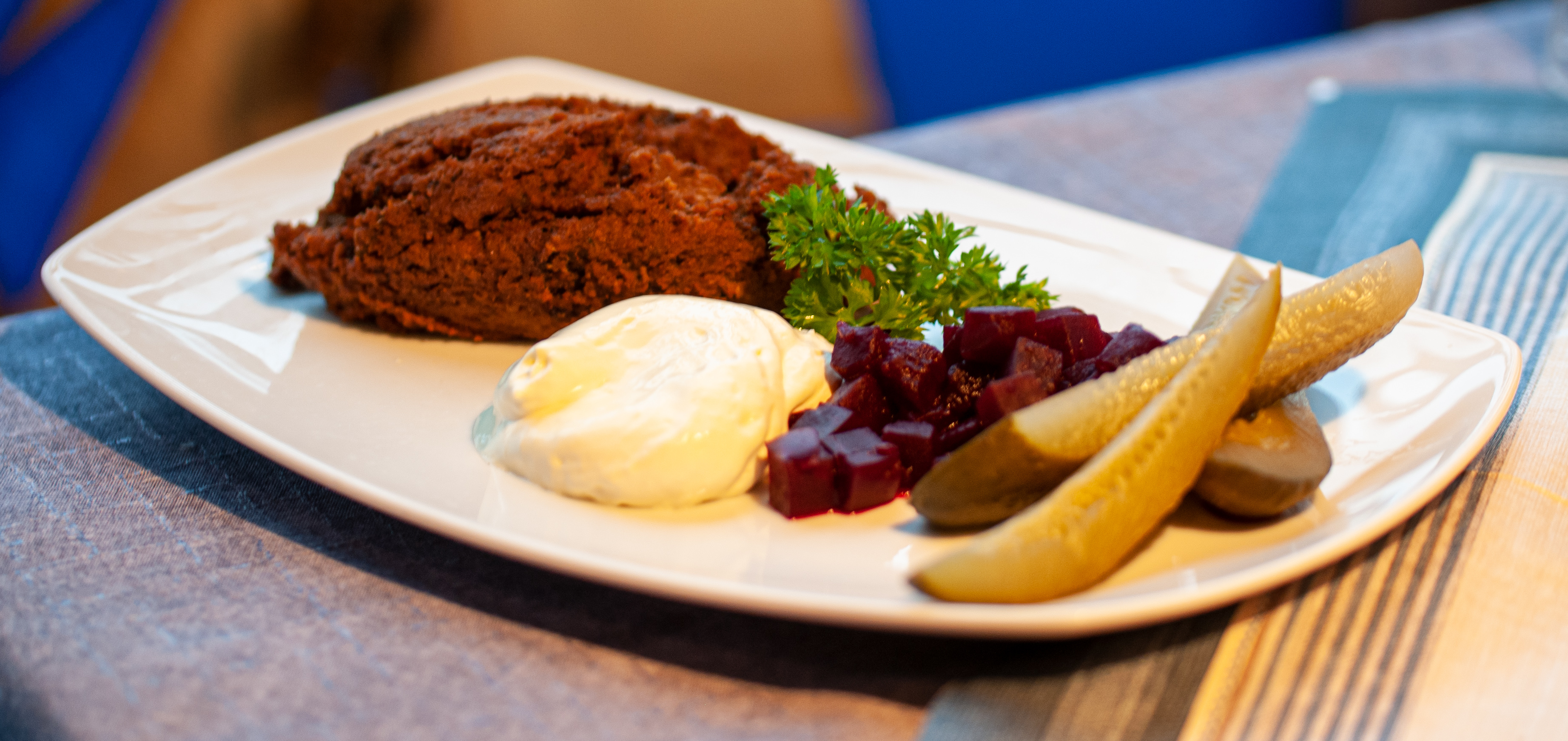
Vorschmack

Die finnische Küche ist die Landesküche Finnlands und – bedingt durch die relativ junge eigenständige Geschichte des Landes – stark von der schwedischen und russischen Küche beeinflusst. Sie basiert im Wesentlichen auf Kartoffeln und Brot mit Fisch sowie verschiedenen Fleischsorten. Oft werden verschiedene Fleischarten oder Fleisch und Fisch gemeinsam verwendet. Die finnischen Rezepte sind einfach gehalten, es werden wenig Gewürze verwendet, oft lediglich Salz. Eine Ausnahme bildet Piment, was häufiger als in anderen Landesküchen verwendet wird:

„Die finnische Küche wird männlich, herb bezeichnet. Im besten Sinne des Wortes primitiv. Die Finnen lieben den unverfälschten Grundgeschmack einer Speise. Das Lamm muß nach Lamm schmecken, das Rentier-Geschnetzelte nach Lappland. […] Ein wenig Salz ist Gewürz genug. […] Aber auch die Finnen brauchen ihre Ausnahme: Maustepippuri, Piment, ein Nelkenpfeffer. Dieses Gewürz finden sie in nahezu jedem finnischen Gericht, selbst im Gewürzkuchen“

Finnland war lange ein armes Land, die Gewürze waren teuer und deshalb kaum verfügbar. Obwohl Finnland eins der pilzreichsten Länder ist, brachten erst die Karelier die Finnen darauf, die Pilze zu essen. Eine Besonderheit der finnischen Küche sind die Moltebeeren, die nur als wildwachsende Pflanze existieren und in keiner anderen Landesküche nennenswert verwendet werden. Während Getreidegerichte und Brotrezepte oft aus Russland stammen, wurde die traditionell donnerstags servierte Erbsensuppe und viele der Fischgerichte aus Schweden importiert. Der Räucherlachs wird jedoch, anders als in Schweden, warm serviert.

## Speisen

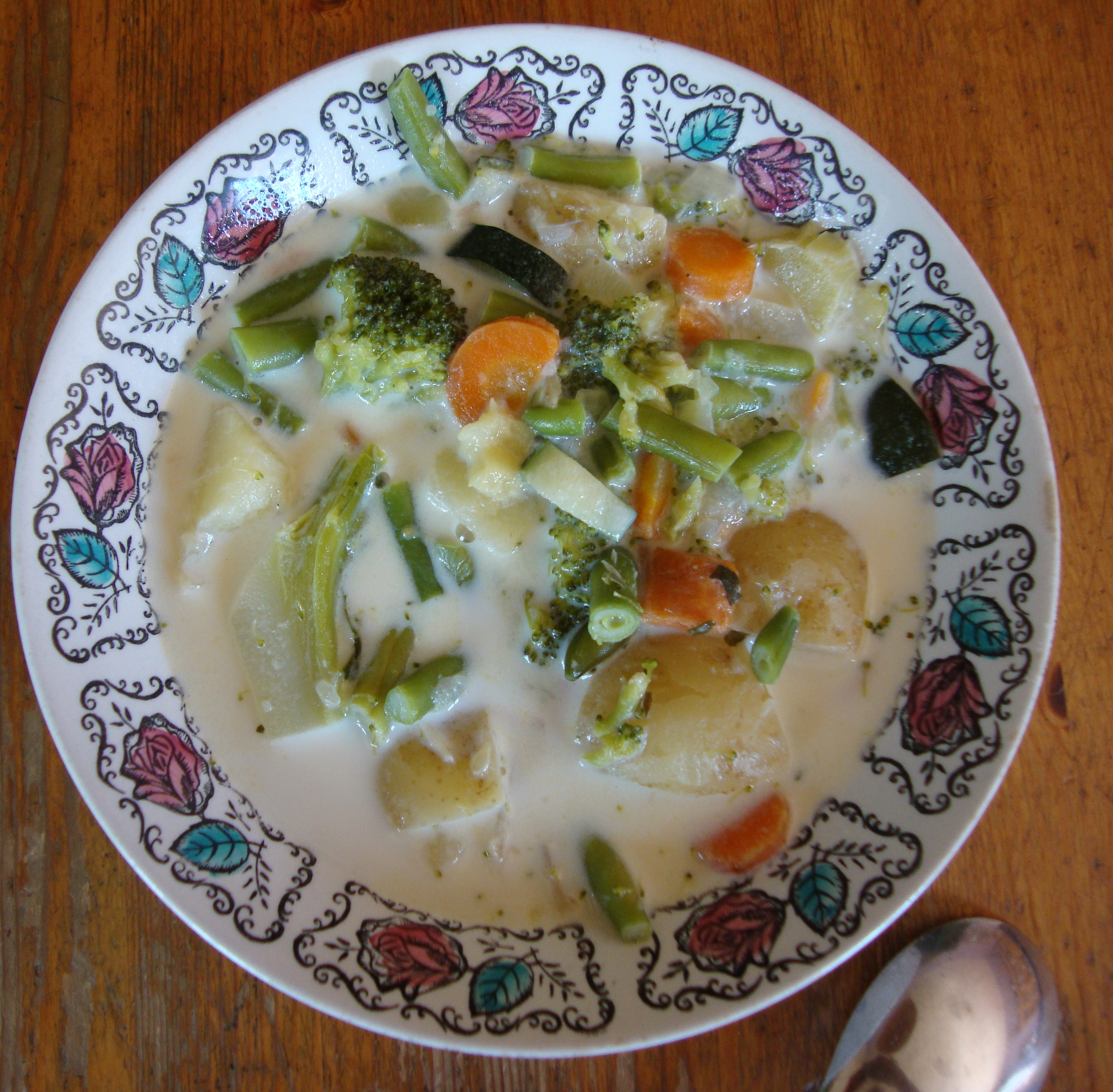
Sommersuppe

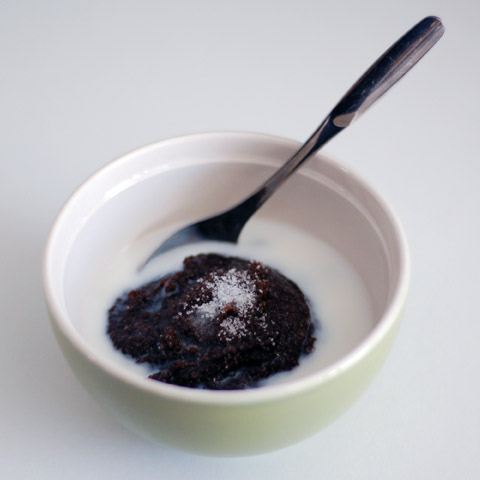
Mämmi mit Zucker und Sahne

- Karelische Pirogge (karjalanpiirakka), ein kleines Gebäck aus Milchreis oder Kartoffelbrei in einem Mantel aus Roggenteig, wird traditionell mit Eibutter gegessen, aber auch mit Wurst, Käse usw. als eine Art Brot benutzt.
- Elch und Rentier in verschiedenen Ausführungen
- Karelisches Durcheinander, ein Topf mit sehr lange gegarten 3–4 Arten Fleisch
- Geräucherter Lachs (savulohi), wird im Gegensatz zu seinem schwedischen Pendant warm serviert.
- Vorschmack, eine Mischung aus Fleisch und Fisch, gekocht oder gebraten als kleine Fleischklöße oder auch als Gemisch mit Gemüse ähnlich Labskaus zubereitet; das Leibgericht von Carl Gustaf Emil Mannerheim
- Ålands Pannkakan (finnisch: Ahvenanmaan pannukakku, deutsch: Ålands Pfannkuchen) gilt als Nationalgericht der Inseln zwischen Schweden und Finnland, ein Gebäck aus Milchreis und Grießbrei mit Kardamom, das mit Pflaumensauce und Schlagsahne serviert wird
- Brotkäse (leipäjuusto), ein gebackener sehr flacher Käse, wird am besten mit Moltebeermarmelade serviert.
- Erbsensuppe mit Pfannkuchen (hernekeitto ja pannukakku), ein typisches Donnerstagsessen, der Pfannkuchen gereicht mit Erdbeermarmelade (mansikkahillo)
- Lachssuppe (Lohikeitto) auf Grundlage einer Gemüsebrühe, mit Lachsfilet- und Kartoffelstücken sowie Milch, Sahne, Butter und Dill
- Sommersuppe (Kesäkeitto), beliebte, klassische Suppe aus sommerlichem Gemüse (Zuckererbsen, Spinat, Möhren, Bohnen, Blumenkohl, Kartoffeln, Radieschen mit Fleischbrühe, Milch, Eigelb, Zitronensaft, Butter, Sahne, Zucker, Salz, Pfeffer, Petersilie, Dill und Krabben). Rezepte variieren[2].
- Verschiedene Rentier-Gerichte (poro), keine alltägliche Mahlzeit für Finnen, wird jedoch von Touristen und im kalten Norden gern gegessen.
- Verschiedene Beeren im Sommer, unter anderem Moltebeeren (lakka).
- Lakritze (lakritsi), besonders die kräftige, salzige Art salmiakki, die ihren einzigartigen Geschmack durch Ammoniumchlorid erhält.
- Mämmi traditioneller gebackener Malzpudding
- Finnische Torten jeder Art werden oft zu Kaffee gegessen. Sie sind häufig feucht und weich. Sie werden klassischerweise nicht vorgeschnitten. Beim Kaffee schneidet sich jeder nach Belieben ein Stück heraus. Typisch sind die Geburtstagstorten. Sie haben einen dreigeteilten Teig mit einer Füllung aus Beeren zwischen jeder Lage. Außen herum wird eine Creme, Schokolade oder eine Art Sirup gegeben.
- Runeberg-Törtchen Ein traditioneller Klassiker.
- Pulla Hefeteiggebäck. Dies wird meist zum Kaffee gegessen, entweder kleine Bälle oder ein Hefezopf. Früher war es Tradition, zuerst Pulla, danach Plätzchen und Torten zu essen.
- Viili Finnische feste Sauermilch.

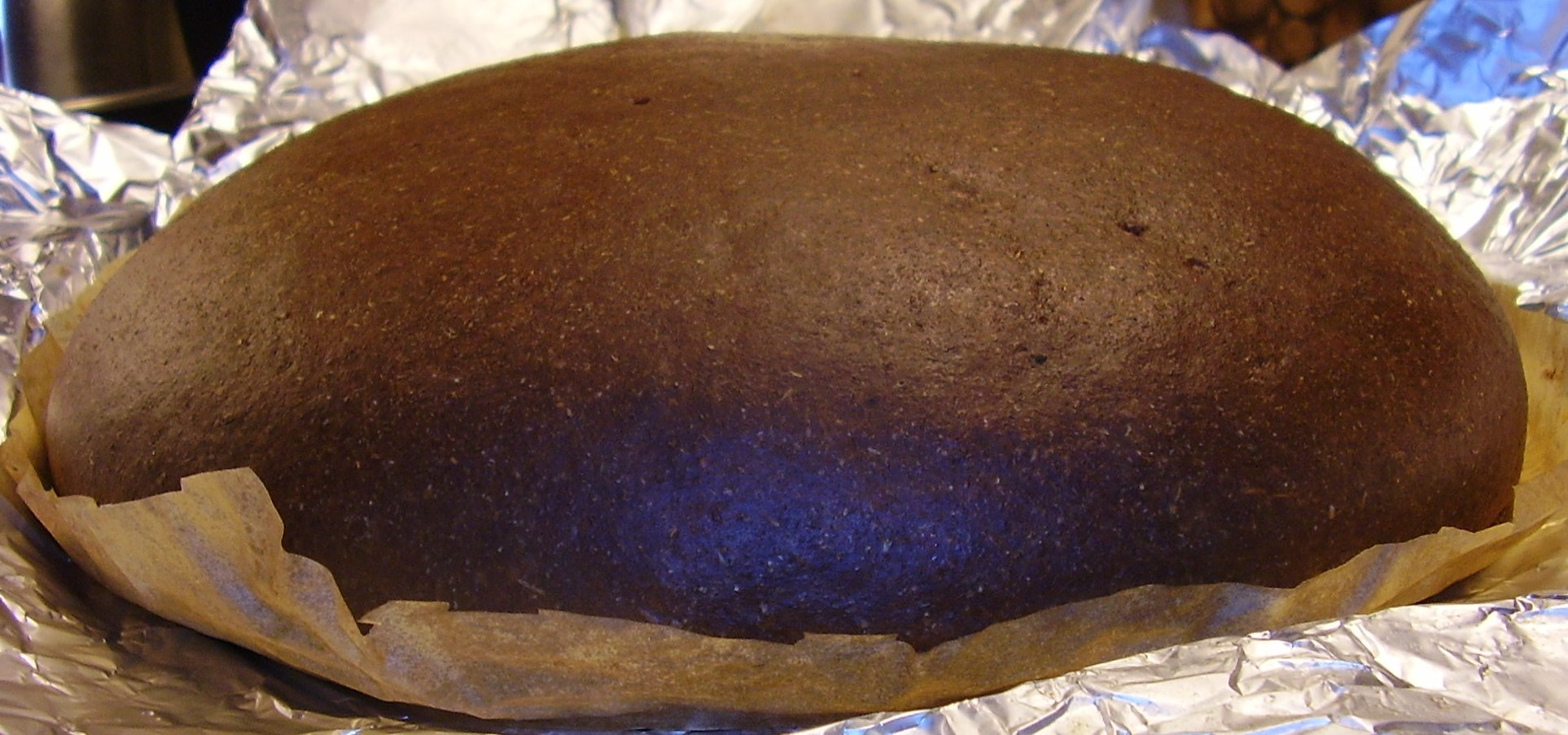
Kalakukko

Es gibt auch verschiedene regionale Spezialitäten, allen voran der Fischhahn (Kalakukko) aus Ostfinnland, wo die meisten typischen finnischen Gerichte herstammen, und die Blutwurst (mustamakkara) aus Tampere. Zur Osterzeit wird mämmi hergestellt, ein traditioneller, aus Roggenmalz gebackener Pudding.
Finnen essen nur bei bestimmten Gelegenheiten auswärts, entsprechend hoch sind auch die Restaurantpreise. Eine Ausnahme ist die Mittagszeit, wenn dank eines von der Regierung eingerichteten Couponsystems Restaurants in den Städten Speisen für etwa 7 € anbieten, meistens bestehend aus einer Hauptspeise, Salattafel, Brottisch und einem Getränk. Universitätsmensen, von denen viele für die Öffentlichkeit zugänglich sind, sind mit 2 bis 3 € besonders für Studenten günstig, obwohl man ohne Studentenausweis normalerweise etwas mehr zahlen muss.
An vielen Grillständen (grilli) werden Würstchen, Hamburger oder andere mitnehmbare Speisen angeboten – oft bis spät in die Nacht. Das finnische Pendant zu McDonald’s ist Hesburger mit einem ähnlichen Menü.
In Helsinki und anderenorts gibt es Imbissstände (Nakki-Kioski), die erst am Abend öffnen und vielfältiges Fast Food wie zum Beispiel Makkaraperunat anbieten.
Zu Weihnachten besteht das traditionelle Festtagsmenü unter anderem aus mild gepökeltem, ofengebackenem Weihnachtsschinken (Joulukinkku), diversen Aufläufen, wie (süßer) Kartoffelbrei-, Karotten- und Leberauflauf, und Rote-Bete-Salat (Rosolli).

## Getränke
- kahvi ja munkki Dieses Schild findet man an jedem Café und jeder Tankstelle. Es bezeichnet eine kleine Zwischenmahlzeit, bestehend aus einer Tasse Kaffee mit einem Hefeteiggebäck, das frittiert und in Zucker gerollt wurde.
- Sima Traditionelles Getränk zum 1. Mai (Vappu). Es besteht aus Wasser, braunem und weißem Zucker, ggf. Rübensirup, Zitrone und Hefe; Gärkontrolle durch Rosinen. Der Alkoholgehalt ist sehr gering.
- Heimbier (kotikalja) Dieses traditionelle Getränk darf auf keinem großen Fest fehlen. Es ist eine Mischung aus Wasser, Malz, Zucker und Hefe.[3] Der Alkoholgehalt ist sehr gering mit durchschnittlich 0,5 – 1 % Alkohol.

Die Finnen besitzen den Ruf als weltgrößte Kaffeetrinker (kahvi); sie trinken im Durchschnitt fünf Tassen täglich, meistens mit Zucker und Milch. Hin und wieder wird man gefragt, ob man statt der Sahne (kerma) „richtige Sahne“ (oikea kerma) in den Kaffee haben möchte. Dabei handelt es sich jedoch keinesfalls um ein Molkereiprodukt, sondern vielmehr um einen Decknamen für Hochprozentiges.
Alkohol ist verhältnismäßig teuer, obwohl die gewachsene Konkurrenz durch den EU-Beitritt Estlands 2004 zu einer Senkung der Spirituosensteuer um 33 % geführt hat. Immer noch kostet eine Flasche Bier in einer Bar oder Kneipe etwa 5 €, im Supermarkt 1,20 €. Während Bier oder Apfelwein (siideri) in jedem Supermarkt erhältlich sind, gibt es Weine und Hochprozentiges nur in den staatlichen Alko-Läden. Die Altersgrenze für den Kauf von Alkohol liegt bei 18, von Hochprozentigem bei 20 Jahren. Jung aussehende Kunden müssen sich gewöhnlich ausweisen können. Bier gibt es in drei Stärkeklassen: I ist sehr schwach und für Jugendliche gedacht, III entspricht etwa dem deutschen Bier und IV ist relativ stark (die Klasse II ist in der Praxis völlig unbekannt).
In Finnland ist der sogenannte Salmiakki weit verbreitet und so etwas wie der Nationalschnaps. Die tiefschwarze Spirituose hat zwischen 30 und 40 Vol.-% Alkohol und schmeckt intensiv nach Lakritz. Anlässlich der Olympischen Spiele 1952 wurde aus einer Mischung von Gin und Grapefruitlimonade ein Longdrink namens Lonkero entwickelt. Dank seiner Beliebtheit wird er heute noch hergestellt.
Die Finnen stellen auch gern selbst alkoholische Getränke her: Kotikalja (Hausbier) besteht aus einem vergorenen Gemisch von Getreide, Hefe, Wasser sowie etwas Zitronensaft und ist sehr erfrischend. Manche betreiben auch im Wald versteckte Destillen, das hochprozentige Produkt wird Pontikka genannt.

## Varia
Früher war es üblich, sich nach dem Mahl beim Verlassen des Tisches mit einem allgemein in den Raum gesprochenen kiitos (Danke) oder Kiitos ruoasta (Danke für die Mahlzeit) bei der Hausfrau oder Gastgeberin zu bedanken. Auch heute noch gilt das als höflich und ist Teil „guter Umgangsformen“ in Finnland.